# اریک برنارد
اریک برنارد (به انگلیسی: Éric Bernard) (زادهٔ ۲۴ اوت ۱۹۶۴) رانندهٔ بازنشستهٔ مسابقات فرمول یک اهل فرانسه است که از سال ۱۹۸۹ تا ۱۹۹۴ برای تیم‌های لیجیر، لاروس و لوتوس در مسابقات فرمول یک رانندگی کرده‌است. بهترین نتیجهٔ بدست آمده توسط برنارد، مقام سوم در گراند پری آلمان در فصل ۱۹۹۴ بوده‌است.